# パルー・デル・フェルシーナ
パルー・デル・フェルシーナ（イタリア語: Palù del Fersina）は、イタリア共和国トレンティーノ＝アルト・アディジェ州トレント自治県にある、人口約200人の基礎自治体（コムーネ）。
ドイツ語系の少数言語であるモケーニ語の話者が多数を占めるコムーネのひとつである。

## 地理

### 位置・広がり
トレント自治県南東部に位置するコムーネ。ペルジーネ・ヴァルスガーナから北東へ11km、県都トレントから東北東へ18kmの距離にある。

#### 隣接コムーネ
隣接するコムーネは以下の通り。
- バゼルガ・ディ・ピネ
- ベドッロ
- フィエロッツォ
- サントルソラ・テルメ
- テルヴェ
- テルヴェ・ディ・ソプラ
- トルチェーニョ

## 行政

### 分離集落
パルー・デル・フェルシーナには、以下の分離集落（フラツィオーネ）がある。
- Battisti, Tassaineri, Tolleri

### Comunita di valle
トレント自治県が設置した広域行政組織 Comunita di valle "Comunita Alta Valsugana e Bersntol" （事務所所在地: ペルジーネ・ヴァルスガーナ）に属する。

## 文化

### 言語
| 少数言語話者の割合（2011年） | 少数言語話者の割合（2011年） | 少数言語話者の割合（2011年） | 少数言語話者の割合（2011年） | 少数言語話者の割合（2011年） |
| ---------------------------- | ---------------------------- | ---------------------------- | ---------------------------- | ---------------------------- |
|                              |                              |                              |                              |                              |
| ラディン語                   | ラディン語                   |                              | 0.0%                         | 0.0%                         |
| モケーニ語                   | モケーニ語                   |                              | 92.9%                        | 92.9%                        |
| チンブロ語                   | チンブロ語                   |                              | 0.0%                         | 0.0%                         |

パルー・デル・フェルシーナは、フィエロッツォ、フラッシロンゴとともに、モケーニ語母語話者が多数を占めるコムーネである。
2011年10月9日に行われた国勢調査によれば、住民169人中157人（92.9%）がモケーニ語話者であった。話者数では第5位であるが、人口比では最高のコムーネである。

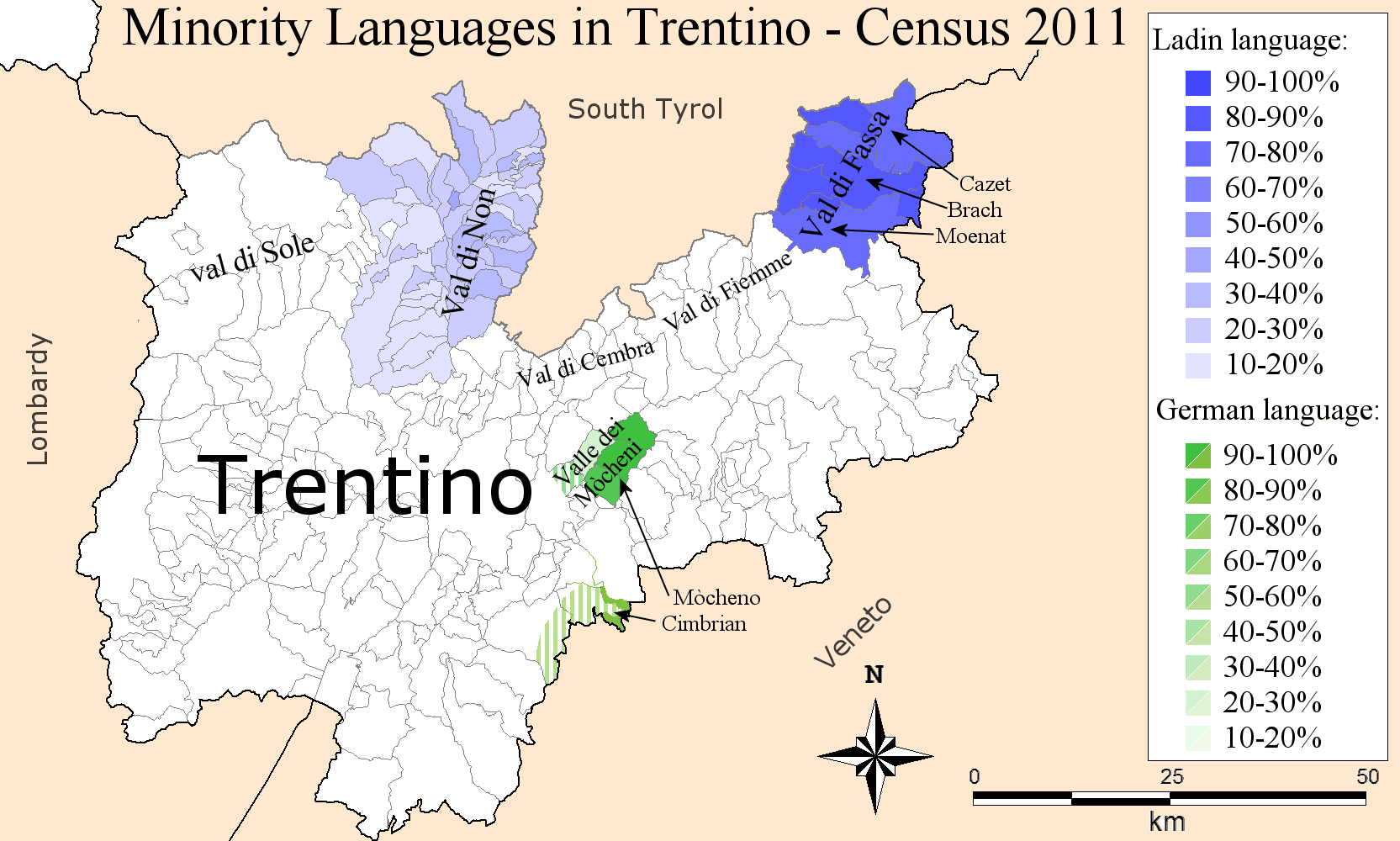
トレント自治県におけるモケーニ語の分布（中央部の緑）